# La pandilla de los once
La pandilla de los once es una comedia española estrenada en 1963, dirigida por Pedro Lazaga y protagonizada en los papeles principales por Ángel de Andrés, Manolo Gómez Bur, José Isbert, Rafael Luis Calvo, Juanjo Menéndez, Antonio Ozores, Antonio Riquelme, Julio Riscal, Adolfo Marsillach, Margot Cottens y Manolo Morán (la totalidad de la pandilla de los once).
Se trata de una parodia de la película estadounidense La cuadrilla de los once (1960), dirigida por Lewis Milestone.

## Sinopsis
Un mafioso llamado “El Rubio” reúne a una serie de maleantes con la finalidad de robar en el Banco de España, excavando una galería subterránea desde La Cibeles. La mala suerte hará que se queden atrapados en el túnel por el que pretenden entrar, lo que generará toda clase de sucesos hilarantes.

## Reparto
- Ángel de Andrés como Dick 'El Chuleta'
- Antonio Riquelme como El Spaguetti
- José Isbert como El Duque
- Manolo Gómez Bur como El Marconi
- Antonio Ozores como El Poeta
- Julio Riscal como	El Mercedes
- Rafael Luis Calvo como El Coco
- Juanjo Menéndez como El Largo
- Manolo Morán como	El Zampa
- Margot Cottens como La Condesa
- Adolfo Marsillach como Toni 'El Jefe'
- Ismael Merlo como Toni (antes del cambio de imagen)
- Tomás Blanco como Al Gómez
- Daniel Dicenta como Barman
- Erasmo Pascual como Sereno
- José Orjas como Médico
- Julia Delgado Caro
- Tota Alba
- Carmen Porcel
- Carola Fernán Gómez
- María de las Rivas
- Conchita Núñez
- Joaquín Bergía
- Rufino Inglés
- José Villasante